# Lac de la Raviège
Le lac de la Raviège est un lac artificiel de 438 hectares et de 12 kilomètres de long, situé dans le sud du Massif central, dans les monts de Lacaune, en région Occitanie, à 660 mètres d'altitude.

## Géographie

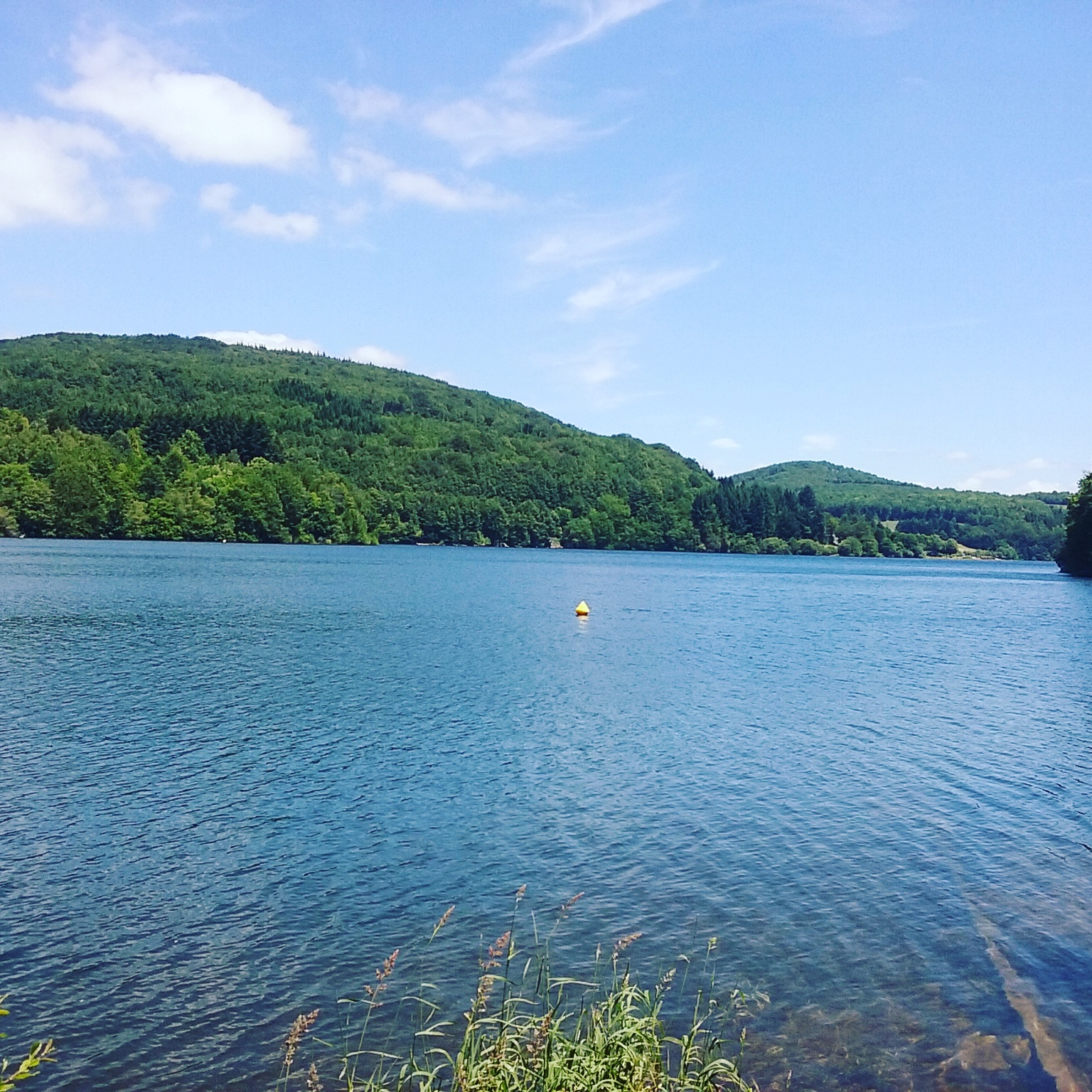
Le lac de la Raviège en été

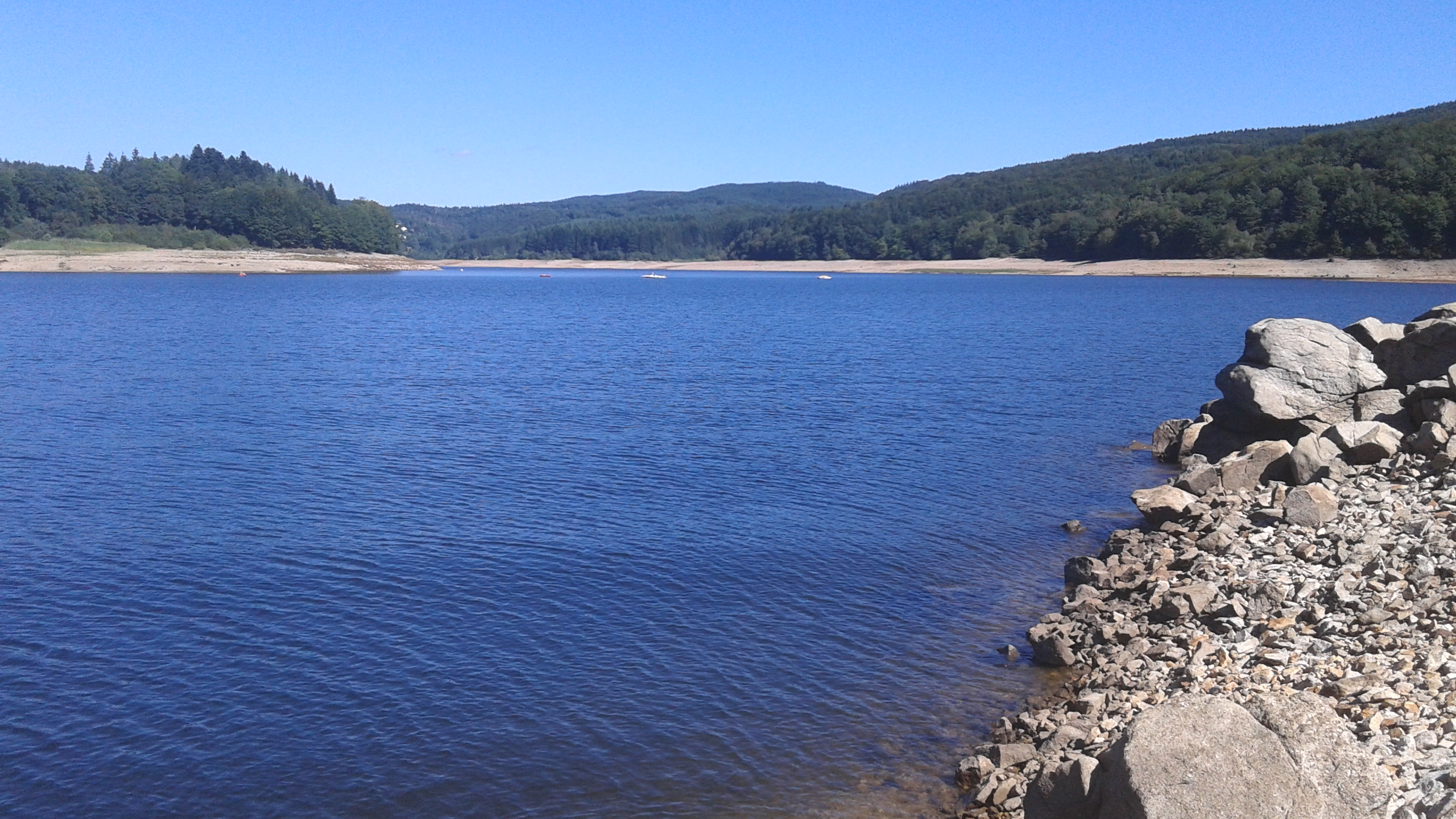
Lac de la Raviège à Anglès dans le Tarn

Le lac de la Raviège est un lac artificiel de 438 hectares et de 12 kilomètres de long.
Il est situé dans le sud du Massif central, à cheval sur les départements du Tarn et de l'Hérault, et dans le parc naturel régional du Haut-Languedoc.
Le lac de la Raviège est traversé d'est en ouest par la rivière Agout.
La retenue d'eau se situe sur la commune d'Anglès dans le département du Tarn.
Les villes les plus proches sont Lacaune, Castres et Mazamet.

## Tourisme
Au beau milieu d'une forêt de hêtres et de sapins, le lac de la Raviège, fait le bonheur des baigneurs et des passionnés de voile. Sur les berges, une foule de sentiers pédestres et VTT sillonnent les bois. La pêche constitue un autre loisir très apprécié. De nombreux campings et centres de vacances bordent le lac.
Côté Hérault, la plage de La Salvetat-sur-Agout (Les Bouldouires) est surveillée juillet-août. Une base nautique permet de louer pédalos, canoës, bateaux... En 2014 est créée une nouvelle base nautique Le Gua des Brasses sur la commune de La Salvetat. Côté Tarn, la plage d'Anglès (face au barrage) permet la mise à l'eau de bateaux cependant la baignade n'est pas surveillée.

## Histoire
Le nom du lac vient du hameau La Raviège qui fut englouti lors de la mise en eau du barrage en 1957.
Le barrage a été construit entre 1954 et 1957 et il a enseveli le hameau de La Raviège, un château, un moulin et des ponts. visibles lors de la vidange en 1999.
Le barrage mesure 40 mètres de haut et 227 mètres de couronnement. Il produit 227 millions de kWh/an soit la consommation d'une ville comme Castres.
En 2014, un nouvel évacuateur de crue est créé.

## Au cinéma
- Le lac de La Raviège a été l'un des lieux de tournage du film Les Aventures de Rabbi Jacob en 1973, avec la scène de l'embardée de la DS de Louis de Funès dans le lac au lieu-dit Lixirié.

- Le téléfilm La Blonde au bois dormant  avec Léa Drucker y est également tourné en 2006.
- En 2020, The Deep House y est tourné. Film d’Alexandre Bustillo et Julien Maury avec Camille Rowe et   James Jagger.
- En 2024 est tourné la série Surface d après le best-seller d Olivier Norek avec Laura Smet et Tomer Sisley